# تيد بيرجمان
تيد بيرجمان (بالإنجليزية: Ted Bergmann)‏ هو كاتب سيناريو أمريكي، ولد في 12 سبتمبر 1920 في بروكلين في الولايات المتحدة، وتوفي في 2 مارس 2014 في سانتا مونيكا في الولايات المتحدة.

## وصلات خارجية
- تيد بيرجمان على موقع IMDb (الإنجليزية)
- تيد بيرجمان على موقع قاعدة بيانات الفيلم (الإنجليزية)